# Morrissey

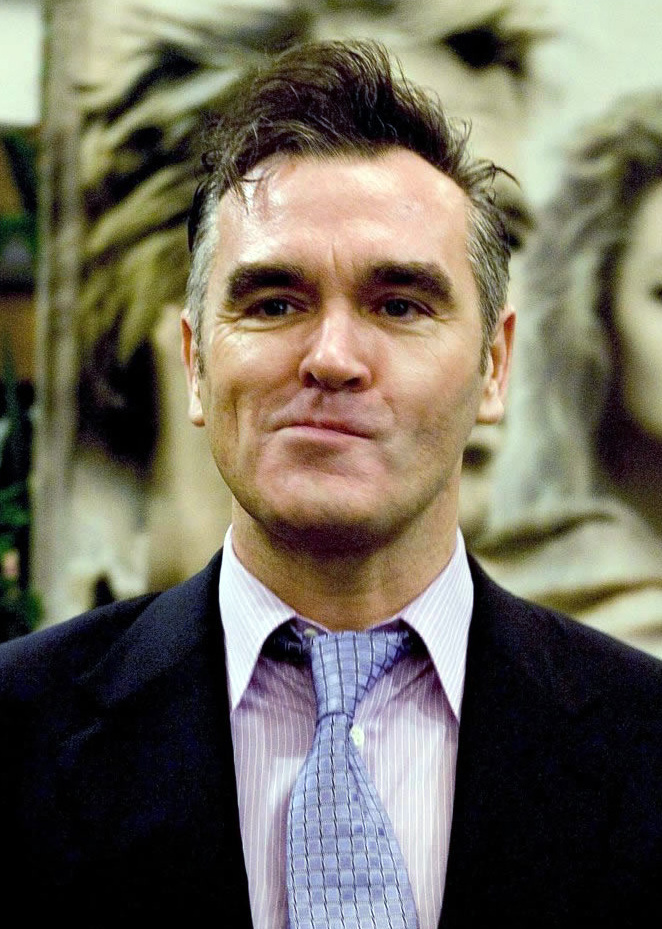
Morrissey (2005)

Steven Patrick Morrissey [ˈmɒɹɪsiː] (* 22. Mai 1959 in Manchester, England) ist ein britischer Sänger. Als Künstlernamen verwendet er seinen Nachnamen und wird von der Musikpresse und vielen Fans kurz Moz oder Mozzer genannt.
Morrissey wurde als Sänger der in den 1980er Jahren stilbildenden und erfolgreichen Indie-Rock-Band The Smiths bekannt, die im Jahre 2002 vom New Musical Express zum Most Influential Artist Ever („einflussreichster Künstler aller Zeiten“) erhoben wurde.
Nachdem sich The Smiths 1987 aufgelöst hatten, startete Morrissey eine wechselhafte, aber dennoch erfolgreiche Solokarriere. Seine häufig provokanten und zynischen Texte drehen sich um Themen wie soziales Außenseitertum, Tierrechte, mehrdeutige Sexualität und unerwiderte Liebe, und sind vor allem für ihre beißende Selbstironie, ihre persönliche Offenheit und ihren intellektuell und politisch beeinflussten Wortwitz bekannt.

## Leben

### Kindheit und Jugend
Steven Patrick Morrissey wurde am 22. Mai 1959 in Davyhulme, einem Vorort von Manchester, als Sohn der irisch-katholischen Einwanderer Elizabeth Dwyer und Peter Morrissey geboren und wuchs in Stretford/Manchester auf. Schon früh entwickelte er Interessen, die sich von denen seiner Altersgenossen abhoben, und begann im Alter von sechs Jahren, Schallplatten von diversen Schlagersängern (u. a. Sandie Shaw, Billy Fury, Marianne Faithfull) zu sammeln.
Zu seiner Mutter, einer Bibliothekarin, hatte er ein enges Verhältnis. Er wollte zunächst sogar selbst Bibliothekar werden. Seiner Mutter hat er viele seiner Leidenschaften und Hobbys zu verdanken, die er in seiner Jugend fast bis zur Besessenheit pflegte. Bereits in seiner Kindheit fing er an, Werke von Oscar Wilde zu lesen, was seine spätere Arbeit stark beeinflussen sollte. Im Laufe seiner Kindheit konnte Morrissey beobachten, wie sich seine Eltern immer weiter auseinanderlebten. Sie ließen sich allerdings erst scheiden, als Steven bereits 17 Jahre alt war. Die Beziehung seiner Eltern und die Taten der Moormörder, die in der Gegend von Manchester in den 1960er Jahren Kinder und Jugendliche missbrauchten und umbrachten, hatten Einfluss auf seine weitere Entwicklung. Die Mörder wurden überführt, nachdem sie von einem Mann namens David Smith bei der Polizei angezeigt wurden. Dies ist allerdings nur eine von unzähligen Deutungen des späteren Bandnamens The Smiths. In einem seiner ersten Songs, Suffer Little Children, arbeitete er die Geschichte der ermordeten Kinder aus Manchester auf, was für die ersten heftigen Kontroversen in der englischen Boulevardpresse sorgte.
Im Alter von elf Jahren beschloss Morrissey, Vegetarier zu werden. 30 Jahre später begann er sich vegan zu ernähren und tritt seitdem offen für eine vegane Lebensweise ein.
Da Morrissey bei seinem Schuleinstufungstest nicht gut abschnitt, musste er auf die St. Mary’s Secondary Modern School in Stretford gehen, die damals vor allem für ein niedriges Bildungsniveau und rückständige Erziehungsmethoden bekannt war. Die Erfahrungen, die er in seiner Schulzeit machte, verarbeitete Morrissey später im Smiths-Song The Headmaster Ritual. Er zog sich in dieser Zeit immer mehr in sich zurück und hatte wenig Kontakt zu seinen Mitschülern, war allerdings häufig bei diversen Rockkonzerten in Manchester zu sehen.
Nachdem er früh die Schule beendet hatte, beschäftigte er sich mit Literatur, Film und Musik. Als frühe Vorbilder dienten Morrissey der Schauspieler James Dean, die Glamrockband The New York Dolls und die Schriftstellerin Shelagh Delaney, deren Drama A Taste of Honey eine Hauptinspiration für seine späteren Texte sein sollte.
Seine Jugend war von Depression und Frustration geprägt. Er hatte kaum Freunde, nahm Antidepressiva und Schlafmittel und verließ selten sein abgedunkeltes Schlafzimmer, in dem er oft tagelang auf einer Schreibmaschine herumtippte. Er hatte zwar ein oder zwei kleinere Jobs, gab sie aber nach kurzer Zeit wieder auf. Dennoch war er in der Szene Manchesters durch seine musikjournalistischen Tätigkeiten kein Unbekannter mehr, und 1978 ersetzte er für kurze Zeit den Sänger der Band  The Nosebleeds, in der auch Billy Duffy spielte, der später als Gitarrist von Theatre of Hate und The Cult bekannt wurde.

### Die Jahre mit The Smiths
Im Januar 1982 lernte er schließlich den vier Jahre jüngeren Gitarristen Johnny Marr (eigentlich Maher) kennen, der zu dieser Zeit versuchte, eine Band zu gründen. Morrissey beschrieb das Zusammentreffen so, dass Johnny Marr eines Tages einfach vor seiner Tür gestanden und er sofort gewusst hatte, dass dies die Begegnung war, auf die er immer gewartet hatte. Sie begannen sofort zusammenzuarbeiten. Marr schrieb die Musik, Morrissey die Texte.
Zusammen mit dem Bassisten Andy Rourke und dem Schlagzeuger Mike Joyce gründeten die vier Mancunians die Gruppe The Smiths. Das Zusammenspiel der ironischen, psychologischen Texte von Morrissey und der melodischen Gitarrenriffs von Marr machte The Smiths zu einer der einflussreichsten Bands. In der Musik der Smiths vereinigten sich traditionelle Rockelemente mit eingängigem Pop, elegante Melodien mit kraftvollen Gitarrenriffs, sensibles Auftreten mit kontroversen Texten, Melancholie mit zynischem Humor. Besonders interessant ist Morrisseys damaliger Gebrauch von Blumen (vor allem Narzissen und Gladiolen), die er als Bühnenrequisiten verwendete und wild durch die Luft schwang, sowie sein eigenwilliger Tanzstil.
In dieser Zeit begann auch das merkwürdige Verhältnis zwischen Morrissey und einigen englischen Musikzeitschriften, die ihn einerseits zum neuen Musikgott erhoben, andererseits aber immer wieder wegen seiner zynischen, mehrdeutigen Texte angriffen. Insgesamt veröffentlichte die Band während der Zeit ihres Bestehens vier Studioalben, drei Compilation-Alben und ein Live-Album.
Im Jahr 1987 spürten die Bandmitglieder immer mehr, dass die Chemie nicht mehr stimmte. Nachdem Johnny Marr die Band plötzlich verließ, versuchten Joyce, Rourke und Morrissey vorerst ohne Marr auszukommen, scheiterten aber nach kurzer Zeit damit. Die vier Bandmitglieder gingen eigene Wege; Morrissey und Marr kommunizierten in der Folgezeit nur über die britische Boulevardpresse.
Heute geben viele bekannte Rockbands (u. a. The Libertines, Franz Ferdinand, Oasis, The Killers, Deftones, New Found Glory, Suede, Belle and Sebastian, Muse, Arctic Monkeys) The Smiths als Einflussquelle an. Insbesondere der exaltierte Gesangsstil Morrisseys beeinflusste viele Britpop-Bands der 1990er-Jahre.

### Karriere als Solokünstler

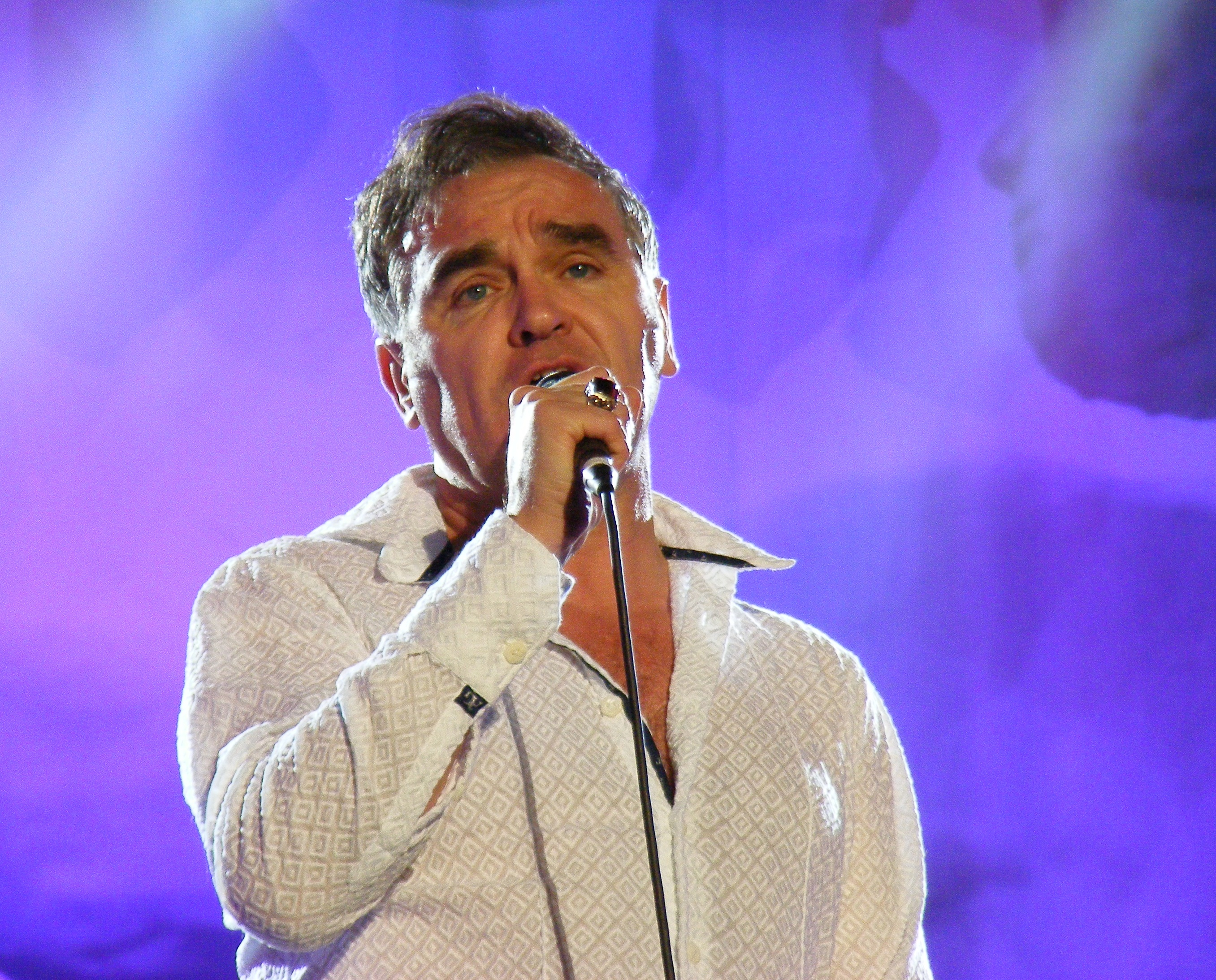
Morrissey (2001)

Kurz nach der Trennung der Band The Smiths im September 1987 veröffentlichte Morrissey schon Anfang 1988 seine erste eigene Single Suedehead und sein erstes Soloalbum Viva Hate, die sofort in die englischen Charts einstiegen. Morrissey schrieb weiterhin nur die Texte und den Gesangspart, für das Instrumentale waren im Verlauf seiner Solo-Karriere verschiedene Musiker wie Stephen Street, Gary Day (Frantic Flintstones), Alain Whyte, Boz Boorer und Jesse Tobias verantwortlich. Der häufige Wechsel des Managements, der auch schon in der Zeit der Smiths üblich war, setzte sich in Morrisseys Solokarriere fort.
Obwohl er in den folgenden Jahren weiterhin regelmäßig Singles und Longplayer veröffentlichte, waren die meisten weniger erfolgreich als erwartet. Singles wie Ouija Board, Ouija Board wurden förmlich von der Kritik verrissen, woraufhin die Arbeit an Morrisseys zweitem Soloalbum Bona Drag unterbrochen und die Platte später nur als B-Seiten-Sammlung veröffentlicht wurde.
Auch wenn die folgenden Alben wie Kill Uncle kommerziell nie besonders erfolgreich waren, entstand um den Sänger im Laufe der Zeit eine fanatische Anhängerschaft und ein regelrechter Hype. Charakteristisch für den Starkult um Morrissey ist vor allem, dass sich während seiner Auftritte immer wieder Fans auf die Bühne empor kämpfen und versuchen, den Sänger zu umarmen und zu küssen. Nachdem Morrissey seit der Trennung der Smiths nicht mehr getourt hatte, erfolgte 1991 die erste Welttournee. Eines seiner Konzerte im Hollywood Bowl in Los Angeles war mit 17.000 verkauften Tickets in nur 22 Minuten schneller ausverkauft als ein Konzert der Beatles. Noch im gleichen Jahr wurde er auf die Singer-Songwriterin Melissa Ferrick aufmerksam, als diese spontan fürs Vorprogramm eines seiner USA-Konzerte einsprang, er sie für weitere Auftritte der Tour an seiner Seite holte und somit der Grundstein für Ferricks Karriere gelegt wurde. Das 1994 veröffentlichte, von einem melancholischen Ton geprägte Album Vauxhall and I erreichte wieder eine Topplatzierung in den britischen Charts und wird als das beste seiner Solokarriere angesehen. Das dazugehörige The More You Ignore Me, The Closer I Get erreichte während der 1990er Jahre als einzige Morrissey-Single einen Platz in den britischen Top Ten. Im August 1994 wurde Interlude, im Duett mit Siouxsie Sioux, zu einem Hit.
Im Verlauf seiner Karriere war Morrissey immer wieder scharfer Kritik ausgesetzt. Aufgrund der Zweideutigkeit seiner Texte (z. B. in Reel around the fountain und The hand that rocks the cradle auf dem Debütalbum der Smiths) wurde er in den 1980er Jahren pädophiler Andeutungen beschuldigt. Im August 1992 trat er auf einem Reunion-Konzert der Ska-Band Madness vor einer zwei weibliche Skinheads darstellenden Plakatwand auf, schwenkte (zu Glamorous Glue) den Union Jack und spielte zudem seinen umstrittenen Song The National Front Disco aus dem Album Your Arsenal. Daraufhin begann in der englischen Musikpresse eine Rassismus-Debatte, die sich gegen Morrissey richtete und auf seinen kontroversen Auftritt bezog. Er selbst reagierte nicht auf die Vorwürfe, weshalb ihn ehemals begeisterte Musikzeitschriften wie der NME boykottierten.
Während Morrissey der britischen Klatschpresse eher als beliebte Zielscheibe für Negativschlagzeilen diente, entwickelte sich in den 1990er Jahren vor allem in den USA eine treue Anhängerschaft um den Sänger. Obwohl Morrissey heute als einer der ur-britischsten Stars gesehen wird, wandte er sich in dieser Zeit immer mehr von England, mit dem er in einer Art Hassliebe (z. B. Irish Blood, English Heart) verbunden ist, ab. Nach einer kurzen Phase in Dublin zog er 1998 nach Los Angeles um und wohnte dort bis Mitte 2005 in einer Villa am Sunset Boulevard, die 1931 von Clark Gable gebaut wurde. Sein derzeitiger Wohnort ist Pressemeldungen zufolge ein Hotel in Rom.
Die von Fans und der Musikpresse häufig geäußerten Spekulationen um eine Reunion von The Smiths zerschlugen sich endgültig im Jahr 1996, als Mike Joyce, der Ex-Drummer von The Smiths, Morrissey auf ihm angeblich zustehende Zahlungen aus der gemeinsamen Smiths-Zeit verklagte. Morrissey wurde schließlich zu entsprechenden Zahlungen verurteilt und verarbeitete die aus seiner Sicht schreiende Ungerechtigkeit in dem Song Sorrow Will Come in the End, der auf dem Album Maladjusted erschien und in dem offensichtlich gegen Joyce gerichtete Morddrohungen anklingen. Aus diesem Grund landete dieser Song in Großbritannien auf dem Index und ist auf der dort veröffentlichten Album-Version nicht zu finden.
Nach mehreren Jahren ohne Plattenvertrag und – gemessen an seinen früheren Erfolgen – mittelmäßigen Platten, erschien 2004 das Album You are The Quarry, das von Fans und Kritik gleichermaßen begeistert aufgenommen wurde. Alle vier Single-Auskopplungen, Irish Blood, English Heart, First of the Gang to Die, Let me kiss you und I have forgiven Jesus stießen in Großbritannien bis in die Top 10 vor, was zuvor bei noch keinem anderen Morrissey- oder Smiths-Studio-Album vorkam. Die beiden erstgenannten schafften es auch in Deutschland in die Top 50. Nach Jahren des selbstgewählten Exils begab sich Morrissey wieder auf eine ausgedehnte Tour durch Großbritannien, die in einem in kürzester Zeit ausverkauften Konzert am Tag seines 45. Geburtstages in seiner Geburtsstadt Manchester vor über 15.000 Zuschauern gipfelte. Ein Mitschnitt des Konzerts ist unter dem Titel Who put the M in Manchester als DVD erschienen. Weiterhin kam im Jahr 2005 das Live-Album Live At Earls Court auf den Markt.
Im April 2006 erschien das Album Ringleader of the Tormentors, begleitet von der ersten Single-Auskopplung You have killed me. Produziert wurde das Werk von Studiolegende Tony Visconti (T. Rex, David Bowie) in den in Rom befindlichen Tonstudios von Ennio Morricone, dessen Orchester auch auf dem Track Dear God, Please Help Me zum Einsatz kommt.
Nachdem Morrissey das Publikum im Sommer 2006 unter anderem bei Rock am Ring, Rock im Park und dem Montreux Jazz Festival mit seinen Auftritten begeisterte, folgte im Dezember 2006 eine Kurztour durch Deutschland (Frankfurt, München, Düsseldorf, Berlin und Hamburg).
Morrisseys momentane Band besteht aus Boz Boorer (Gitarre), Jesse Tobias (Gitarre), Gary Day (E-Bass), Mikey V. Farrell (Keyboard) und Matt Walker (Schlagzeug). Während der US-Tour 2007 ersetzte Solomon Walker (Matt Walkers Bruder) Gary Day.
Nachdem Morrissey das Label Sanctuary verlassen hatte und einen neuen Vertrag mit Decca eingegangen war, wurde im Februar 2008 eine weitere „Greatest Hits“-Compilation mit den beiden ausgekoppelten Singles That’s how People grow up und All you need is me veröffentlicht.
Am 16. Februar 2009 erschien sein neuntes Studioalbum Album Years Of Refusal, welches in den Conway Studios, Los Angeles aufgenommen wurde. Produzent war wie bereits bei You Are The Quarry der Amerikaner Jerry Finn, der kurz nach Fertigstellung des Werks an den Folgen einer Hirnblutung verstarb.
Morrissey hat bestätigt, eine 660-seitige Autobiografie fertiggestellt zu haben. Der NME meldete am 14. Juli 2011, dass diese im Dezember 2012 veröffentlicht werden solle. Sie wurde schließlich 480-seitig.
Am 24. Oktober 2009 brach Morrissey nach nur einem Song mit Atemproblemen auf der Bühne im Oasis Leisure Centre in Swindon (im Südwesten Englands) bewusstlos zusammen. Kurz darauf erlangte er das Bewusstsein wieder. Er wurde zur Untersuchung in das Great Western Hospital gebracht. Die Tournee konnte nach einigen Tagen Unterbrechung fortgesetzt werden.
Am 30. Oktober 2009 erschien Swords, ein Album mit von Morrissey selbst ausgewählten B-Seiten-Titeln. Im Jahr 2014 folgte das Werk World Peace Is None of Your Business.
Im Oktober 2014 gab Morrissey gegenüber der spanischen Zeitung El Mundo bekannt, seit eineinhalb Jahren an Krebs erkrankt zu sein und sich deshalb mehrfach Operationen unterzogen zu haben.
Am 22. August 2017 kündigte Morrissey die Veröffentlichung seines 11. Studioalbums an, das den Titel Low in Highschool trägt und am 17. November 2017 auf seinem selbst gegründeten Label Etienne (die französische Version seines Vornamens Steven) erschienen ist.
Am 24. Mai 2019 wurde Morrisseys 12. Studioalbum veröffentlicht. Auf diesem Album sind Cover-Versionen von Interpreten wie Bob Dylan, Joni Mitchell und Roy Orbison enthalten.
Am 20. März 2020 veröffentlichte Morrissey sein 13. Studioalbum I Am Not a Dog on a Chain. Die Kritiken fielen unterschiedlich aus. Arne Willander hob im deutschen Rolling Stone hervor, die Platte enthalte „lauter unverkennbare Morrissey-Melodien (irgendwie grandios, irgendwie elegisch, irgendwie klagend)“ – und das, obwohl Morrissey wie immer nur die Texte verfasst habe. Musikalisch gebe es unter anderem „altertümliche Beats von Pet-Shop-Boys-Hits, Bläsersätze, kleine Klavier-Zwischenspiele, ein apart melodramatisches Duett mit Thelma „Don’t Leave Me This Way“ Houston“, textlich habe „der nun allgemein als unzurechnungsfähig anerkannte Troubadour“ in seiner Spätwerksphase „absolute Narrenfreiheit“. Thomas Winkler nannte die Platte im Musikexpress „Alter-weißer-Mann-Musik“, und urteilte über die Texte, bisher habe man sich über Morrissey immerhin noch aufregen können. „Nun tut er einem nur noch leid.“

## Ansichten

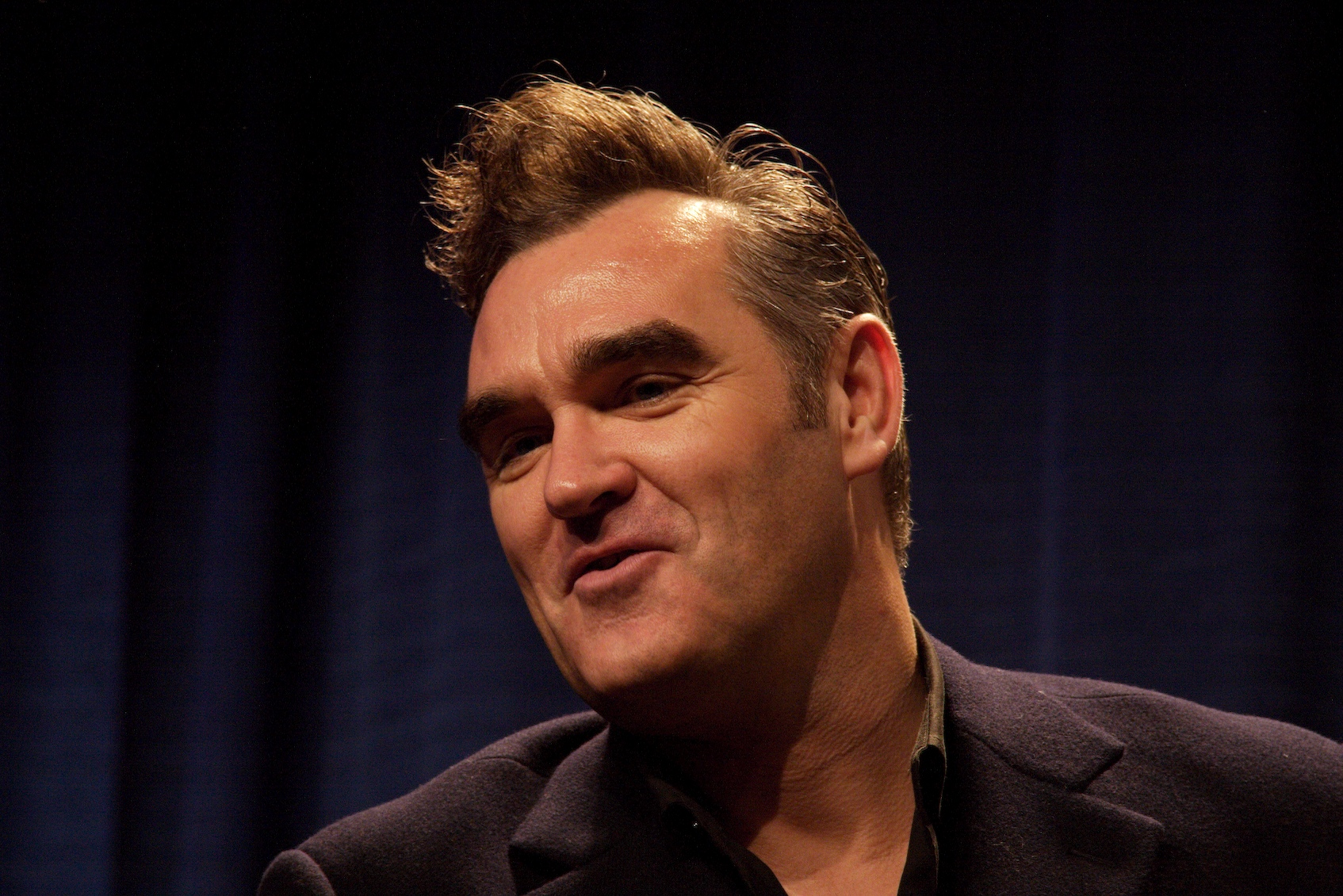
Morrissey bei einem Interview, 2006

Morrissey gilt als exzentrischer Zeitgenosse. Während er in politischer Hinsicht anfangs eher linke Positionen vertrat, ist er mittlerweile weit nach rechts gerückt. In seiner Musik oder in Interviews äußert er sich oft bewusst provokativ zu den folgenden Themen:
- Politik:
  - Die konservative Premierministerin Margaret Thatcher war in der Smiths-Zeit eine seiner Lieblingsfeindinnen, über die er sich bis zu ihrem Tod immer wieder sehr negativ ausließ.[19] Er beschuldigte sie, die englische Arbeiterklasse zerstören zu wollen. Nach seinem Anti-Thatcher-Song Margaret on the Guillotine wurde sein Haus von der britischen Polizei durchsucht. Weitere Zielscheiben seiner Kritik waren Tony Blair und George W. Bush. Vor den US-Wahlen 2004 forderte er öffentlich dazu auf, Bush aus dem Amt zu wählen. Als er gefragt wurde, ob er ein Fußballfan sei, sagte er, er wäre ein besessener Fan, würde man statt eines Balles (den damaligen britischen Premierminister) Tony Blair herumkicken. 2016 hat er sich für die Animal Welfare Party als Kandidat bei den Bürgermeisterwahlen in London aufstellen lassen.[20]
  - Ab 2018 warb Morrissey hingegen öffentlich für die rechtsextreme Partei For Britain und äußerte entsprechende Positionen. Unter anderem trug er bei öffentlichen TV-Auftritten wie bei Jimmy Fallons „The Tonight Show“ deutlich sichtbar das Abzeichen von „For Britain“.[21][22]
  - Nach dem Terroranschlag in Manchester am 22. Mai 2017 kritisierte Morrissey auf Facebook die Reaktionen von Premierministerin Theresa May, den Bürgermeistern von London und Manchester Sadiq Khan und Andy Burnham sowie der Queen: Es sei leicht, zu Furchtlosigkeit aufzurufen, wenn man selbst in einer „kugelsicheren Blase“ sitze und persönlich nichts zu fürchten habe. Der Sänger bemängelte, dass der islamistische Hintergrund des Anschlags öffentlich nicht deutlich genug benannt worden sei, und zog eine Verbindung zwischen dem Attentat und Mays angeblich zu liberaler Einwanderungspolitik.[23] Die taz bezeichnete den Post als „Anti-Political-Correctness-Paranoia“, als fremdenfeindlich und rechtspopulistisch.[24]
  - 2017 behauptete er in einem Interview mit dem Spiegel, Berlin sei im Zuge der Flüchtlingskrise in Deutschland ab 2015 aufgrund der Zuwanderung von Muslimen zur „Vergewaltigungshauptstadt“ Europas geworden. Multikulturalismus führe letztlich dazu, dass es gar keine Kultur mehr gebe: „Millionen Menschen“ seien für die deutsche Identität gestorben; jetzt gelte es, das Land vor Migranten zu beschützen.[25]
- Rassismus: Seine Songs Bengali in Platforms und The National Front Disco mit der Textzeile „England for the English“ wurden wiederholt – und nach Ansicht mancher fälschlich – als rassistisch interpretiert und führten früh zu einer Debatte über Morrisseys politische Ansichten. Obwohl er nach eigenen Angaben über eine große Anzahl von Platten schwarzer Musiker verfügt (u. a. von Martha & the Vandellas – „Third Finger – Left Hand“) und ein erklärter Fan der Gruppe The Supremes ist, konnte er die Vorwürfe, eine grundsätzliche Abneigung gegen Black Music zu hegen, bis heute nicht entkräften.
- Sexualität: Morrissey bekannte sich in den 1980er Jahren dazu, in einer Art selbstverordnetem Zölibat zu leben. 1990 verkündete er, dass er sich seinen Sex allabendlich bei den Live-Auftritten hole. Das und die Tatsache, dass sich viele seiner Texte um homoerotische Themen drehen, viele seiner Idole homo- oder bisexuell waren und er sich bei Auftritten oft sehr provokativ zeigt, führte zu Gerüchten über eine uneingestandene Homosexualität des Sängers. Er selbst hat sich dazu nie klar geäußert, sagte aber, er sei „keine sehr sexuelle Person“, und forcierte das Verwirrspiel. (Songs mit hierzu relevanten Texten:  Piccadilly Palare, He Knows I’d Love to See Him, Still Ill, This Charming Man, Handsome Devil, A Swallow On My Neck, (I’m) The End Of The Family Line, Ambitious Outsiders)

„Ich finde es äußerst langweilig, dass in unserer Gesellschaft so viel Wert auf Sexualität gelegt wird. Ich finde die ganze Idee von Sexualität überflüssig. Begriffe wie Heterosexualität, Bisexualität, Homosexualität kann ich nicht akzeptieren. Sie sind nur Vorsilben, die dem Wort ‚Sexualität‘ vorangestellt werden. Es ist daraus zu folgern, dass es große Unterschiede zwischen den Menschen gibt, und das stimmt nicht. Eigentlich brauchen alle Menschen genau das Gleiche. Ich kann Heterosexualität auf keinen Fall anerkennen. Sie existiert nicht, und ich bin davon überzeugt, Homosexualität existiert auch nicht.“

- Einzelgängertum: Morrissey ist schon seit seiner Kindheit als exzentrischer Einzelgänger bekannt, der mit nur wenigen Leuten gut auskommt. Das mussten auch viele seiner Mitarbeiter am eigenen Leib erfahren, die er ohne ersichtlichen Grund feuerte, indem er ihnen mysteriöse Botschaften auf Postkarten zukommen ließ. Zu seinen engsten Freunden zählen Linder Sterling, eine Sängerin und Fotografin, die er bereits seit den 1970er Jahren kennt, und seit einigen Jahren auch Nancy Sinatra. Mit dem Boxer und Fotografen Jake Walters war er Mitte der 1990er Jahre sehr eng befreundet.
- Vegetarismus: Seine Mutter, eine überzeugte Vegetarierin, beeinflusste Morrissey dazu, selbst für Tierrechte einzutreten. Er ist seit seinem elften Lebensjahr Vegetarier; dem zweiten Studioalbum der Smiths gab er den Namen Meat is Murder. 2005 bekam Morrissey für seinen Einsatz für Tierrechte den Linda McCartney Memorial Award der Tierschutzorganisation PETA verliehen. Er weigerte sich, im Dresdner Alten Schlachthof aufzutreten, nachdem er erfahren hatte, was der Name des Auftrittortes übersetzt bedeutet, und ließ ein dort geplantes Konzert absagen. Nachdem die kanadische Regierung 2006 eine Robbenjagd angekündigt hatte, beschloss Morrissey, auf Konzerte in Kanada zu verzichten. Im Juli 2011 sorgte er für einen Eklat, als er bei einem Konzert in Warschau den Song Meat Is Murder mit der Bemerkung ansagte, das kurz zuvor von einem Rechtsextremen verübte Massaker in Norwegen sei gar nichts im Vergleich zu dem, was bei McDonald’s und Kentucky Fried Chicken tagtäglich passiere.[26]
- Musik: Morrissey war schon in seiner Kindheit ein wandelndes Lexikon der Popgeschichte. Im Alter von zehn Jahren las er bereits alle wichtigen Musikzeitschriften, mit zwölf war er auf seinem ersten Konzert. Morrissey war auch einer der wenigen, die bei dem mittlerweile berühmten Auftritt der Sex Pistols in der Manchester Lesser Free Trade Hall im Jahre 1976 dabei waren. Zu seinen frühen musikalischen Einflüssen gehören Patti Smith sowie T. Rex (deren Song Cosmic Dancer häufig in der Anfangsphase seiner Solokarriere live gespielt wurde) und Roxy Music.
- Kollegen: Morrissey ist unter anderem für seine bösartigen Kommentare bekannt, die oft auf andere Musiker wie George Michael, Madonna, Britney Spears („Broccoli Spears“), Janet Jackson, Whitney Houston, Elton John, Robert Smith und sein ehemaliges Idol David Bowie („David Showie“) zielen.
- Die Royals: Morrissey bezichtigte die britische Königsfamilie wiederholt des Ignorantentums und der selbstverliebten Dummheit. Er äußerte die Ansicht, dass Prinz Charles absolut keine Intelligenz besitze. Seine Abneigung gegen die königliche Familie und ihre Wurzeln wird in „Irish blood, English heart“ besonders deutlich zur Schau getragen („… and spit upon the name Oliver Cromwell and denounce this Royal line that still salutes him …“). Vor der Hochzeit von William und Kate bezeichnete er in einem Radiointerview mit der BBC die Königliche Familie als Schnorrer (“… I do seriously believe that they are benefit scroungers and nothing else …”).[27]
- Literatur: Morrissey ist schon seit seiner Kindheit sehr literaturbegeistert und ein großer Fan von Oscar Wilde (er behauptet, alles von ihm und über ihn gelesen zu haben) und Shelagh Delaney, deren Werk A taste of Honey einen beträchtlichen Einfluss auf viele Texte der „Smiths“-Songs hatte. In seiner Jugend schrieb er selbst auch mehrere kurze Bücher, darunter die James-Dean-Biografie James Dean is not dead und ein Buch über seine Lieblingsband, die New York Dolls.

## Diskografie

### Studioalben
| Jahr | Titel                                | Höchstplatzierung, Gesamtwochen, AuszeichnungChartplatzierungen (Jahr, Titel, Platzierungen, Wochen, Auszeichnungen, Anmerkungen) | Höchstplatzierung, Gesamtwochen, AuszeichnungChartplatzierungen (Jahr, Titel, Platzierungen, Wochen, Auszeichnungen, Anmerkungen) | Höchstplatzierung, Gesamtwochen, AuszeichnungChartplatzierungen (Jahr, Titel, Platzierungen, Wochen, Auszeichnungen, Anmerkungen) | Höchstplatzierung, Gesamtwochen, AuszeichnungChartplatzierungen (Jahr, Titel, Platzierungen, Wochen, Auszeichnungen, Anmerkungen) | Höchstplatzierung, Gesamtwochen, AuszeichnungChartplatzierungen (Jahr, Titel, Platzierungen, Wochen, Auszeichnungen, Anmerkungen) | Anmerkungen                                  |
| Jahr | Titel                                | DE | AT | CH | UK | US | Anmerkungen                                  |
| ---- | ------------------------------------ | --- | --- | --- | --- | --- | -------------------------------------------- |
| 1988 | Viva Hate                            | DE33 (10 Wo.)DE | — | — | UK1 Gold · (20 Wo.)UK | US48 Gold · (20 Wo.)US |                                              |
| 1991 | Kill Uncle                           | — | — | — | UK8 Silber · (4 Wo.)UK | US52 (10 Wo.)US |                                              |
| 1992 | Your Arsenal                         | — | — | — | UK4 (6 Wo.)UK | US21 (14 Wo.)US |                                              |
| 1994 | Vauxhall and I                       | — | — | — | UK1 Gold · (7 Wo.)UK | US18 (10 Wo.)US | in den Billboard 200 als „Vauxhall“ gelistet |
| 1995 | Southpaw Grammar                     | — | — | — | UK4 Silber · (4 Wo.)UK | US66 (2 Wo.)US |                                              |
| 1997 | Maladjusted                          | DE76 (2 Wo.)DE | — | — | UK8 (3 Wo.)UK | US61 (3 Wo.)US |                                              |
| 2004 | You Are the Quarry                   | DE7 (10 Wo.)DE | AT24 (7 Wo.)AT | CH63 (3 Wo.)CH | UK2 Platin · (22 Wo.)UK | US11 (1 Wo.)US |                                              |
| 2006 | Ringleader of the Tormentors         | DE9 (7 Wo.)DE | AT25 (5 Wo.)AT | CH44 (3 Wo.)CH | UK1 Gold · (11 Wo.)UK | US27 (3 Wo.)US |                                              |
| 2009 | Years of Refusal                     | DE4 (6 Wo.)DE | AT24 (3 Wo.)AT | CH32 (2 Wo.)CH | UK3 Silber · (5 Wo.)UK | US11 (5 Wo.)US |                                              |
| 2014 | World Peace Is None of Your Business | DE8 (4 Wo.)DE | AT17 (2 Wo.)AT | CH30 (2 Wo.)CH | UK2 (7 Wo.)UK | US14 (3 Wo.)US |                                              |
| 2017 | Low in High School                   | DE15 (2 Wo.)DE | AT18 (1 Wo.)AT | CH36 (1 Wo.)CH | UK5 (5 Wo.)UK | US20 (1 Wo.)US |                                              |
| 2019 | California Son                       | DE13 (1 Wo.)DE | AT32 (1 Wo.)AT | CH32 (1 Wo.)CH | UK4 (4 Wo.)UK | US95 (1 Wo.)US |                                              |
| 2020 | I Am Not a Dog on a Chain            | DE13 (1 Wo.)DE | AT32 (1 Wo.)AT | CH56 (1 Wo.)CH | UK3 (1 Wo.)UK | — | Erstveröffentlichung: 20. März 2020          |

### Livealben
| Jahr | Titel               | Höchstplatzierung, Gesamtwochen, AuszeichnungChartplatzierungen (Jahr, Titel, Platzierungen, Wochen, Auszeichnungen, Anmerkungen) | Höchstplatzierung, Gesamtwochen, AuszeichnungChartplatzierungen (Jahr, Titel, Platzierungen, Wochen, Auszeichnungen, Anmerkungen) | Höchstplatzierung, Gesamtwochen, AuszeichnungChartplatzierungen (Jahr, Titel, Platzierungen, Wochen, Auszeichnungen, Anmerkungen) | Höchstplatzierung, Gesamtwochen, AuszeichnungChartplatzierungen (Jahr, Titel, Platzierungen, Wochen, Auszeichnungen, Anmerkungen) | Höchstplatzierung, Gesamtwochen, AuszeichnungChartplatzierungen (Jahr, Titel, Platzierungen, Wochen, Auszeichnungen, Anmerkungen) | Anmerkungen                                                    |
| Jahr | Titel               | DE | AT | CH | UK | US | Anmerkungen                                                    |
| ---- | ------------------- | --- | --- | --- | --- | --- | -------------------------------------------------------------- |
| 1993 | Beethoven Was Deaf  | — | — | — | UK13 (2 Wo.)UK | — |                                                                |
| 2005 | Live at Earls Court | DE65 (3 Wo.)DE | — | — | UK18 (4 Wo.)UK | US119 (1 Wo.)US | in den US Billboard 200 als „Live from Earls’s Court“ gelistet |

### Kompilationen
| Jahr | Titel                             | Höchstplatzierung, Gesamtwochen, AuszeichnungChartplatzierungen (Jahr, Titel, Platzierungen, Wochen, Auszeichnungen, Anmerkungen) | Höchstplatzierung, Gesamtwochen, AuszeichnungChartplatzierungen (Jahr, Titel, Platzierungen, Wochen, Auszeichnungen, Anmerkungen) | Höchstplatzierung, Gesamtwochen, AuszeichnungChartplatzierungen (Jahr, Titel, Platzierungen, Wochen, Auszeichnungen, Anmerkungen) | Höchstplatzierung, Gesamtwochen, AuszeichnungChartplatzierungen (Jahr, Titel, Platzierungen, Wochen, Auszeichnungen, Anmerkungen) | Höchstplatzierung, Gesamtwochen, AuszeichnungChartplatzierungen (Jahr, Titel, Platzierungen, Wochen, Auszeichnungen, Anmerkungen) | Anmerkungen |
| Jahr | Titel                             | DE | AT | CH | UK | US | Anmerkungen |
| ---- | --------------------------------- | --- | --- | --- | --- | --- | ----------- |
| 1990 | Bona Drag                         | — | — | — | UK9 Silber · (5 Wo.)UK | US59 Gold · (16 Wo.)US |             |
| 1995 | The World of Morrissey            | — | — | — | UK15 (3 Wo.)UK | US134 (1 Wo.)US |             |
| 1997 | The Best of Morrissey – Suedehead | — | — | — | UK25 Gold · (15 Wo.)UK | — |             |
| 2008 | Greatest Hits                     | DE70 (1 Wo.)DE | — | — | UK5 Gold · (4 Wo.)UK | US178 (1 Wo.)US |             |
| 2009 | Swords                            | DE84 (1 Wo.)DE | — | — | UK55 (1 Wo.)UK | — |             |
| 2011 | Very Best Of                      | — | — | — | UK80 (1 Wo.)UK | — |             |

Weitere Kompilationen
- 1998: My Early Burglary Years
- 2000: The CD Singles ’88–91’
- 2000: The CD Singles ’91–95’
- 2001: The Best of Morrissey
- 2009: The HMV/Parlophone Singles ’88–’95

### EPs
- 1991: At KROQ

### Singles
| Jahr | Titel Album                                                               | Höchstplatzierung, Gesamtwochen, AuszeichnungChartplatzierungen (Jahr, Titel, Album, Platzierungen, Wochen, Auszeichnungen, Anmerkungen) | Höchstplatzierung, Gesamtwochen, AuszeichnungChartplatzierungen (Jahr, Titel, Album, Platzierungen, Wochen, Auszeichnungen, Anmerkungen) | Höchstplatzierung, Gesamtwochen, AuszeichnungChartplatzierungen (Jahr, Titel, Album, Platzierungen, Wochen, Auszeichnungen, Anmerkungen) | Anmerkungen        |
| Jahr | Titel Album                                                               | DE | UK | US | Anmerkungen        |
| ---- | ------------------------------------------------------------------------- | --- | --- | --- | ------------------ |
| 1988 | Suedehead Viva Hate                                                       | DE29 (8 Wo.)DE | UK5 (6 Wo.)UK | — |                    |
| 1988 | Everyday Is Like Sunday Viva Hate                                         | — | UK9 Silber · (6 Wo.)UK | — |                    |
| 1989 | The Last of the Famous International Playboys –                           | — | UK6 (7 Wo.)UK | — |                    |
| 1989 | Interesting Drug –                                                        | — | UK9 (4 Wo.)UK | — |                    |
| 1989 | Ouija Board, Ouija Board –                                                | — | UK18 (7 Wo.)UK | — |                    |
| 1990 | November Spawned a Monster –                                              | — | UK12 (4 Wo.)UK | — |                    |
| 1990 | Piccadilly Palare –                                                       | — | UK18 (2 Wo.)UK | — |                    |
| 1991 | Our Frank Kill Uncle                                                      | — | UK26 (3 Wo.)UK | — |                    |
| 1991 | Sing Your Life Kill Uncle                                                 | — | UK33 (2 Wo.)UK | — |                    |
| 1991 | Pregnant for the Last Time –                                              | — | UK25 (4 Wo.)UK | — |                    |
| 1991 | My Love Life –                                                            | — | UK29 (2 Wo.)UK | — |                    |
| 1992 | We Hate It When Our Friends Become Successful Your Arsenal                | — | UK17 (3 Wo.)UK | — |                    |
| 1992 | You’re the One for Me, Fatty Your Arsenal                                 | — | UK19 (3 Wo.)UK | — |                    |
| 1992 | Certain People I Know Your Arsenal                                        | — | UK35 (4 Wo.)UK | — |                    |
| 1994 | The More You Ignore Me, the Closer I Get Vauxhall and I                   | — | UK8 (4 Wo.)UK | US46 (15 Wo.)US |                    |
| 1994 | Hold On to Your Friends Vauxhall and I                                    | — | UK47 (3 Wo.)UK | — |                    |
| 1994 | Interlude –                                                               | — | UK25 (2 Wo.)UK | — | mit Siouxsie Sioux |
| 1995 | Boxers World of Morrissey                                                 | — | UK23 (3 Wo.)UK | — |                    |
| 1995 | Dagenham Dave Southpaw Grammar                                            | — | UK26 (2 Wo.)UK | — |                    |
| 1995 | The Boy Racer Southpaw Grammar                                            | — | UK36 (2 Wo.)UK | — |                    |
| 1995 | Sunny –                                                                   | — | UK42 (2 Wo.)UK | — |                    |
| 1997 | Alma Matters Maladjusted                                                  | — | UK16 (3 Wo.)UK | — |                    |
| 1997 | Roy’s Keen Maladjusted                                                    | — | UK42 (2 Wo.)UK | — |                    |
| 1997 | Satan Rejected My Soul Maladjusted                                        | — | UK39 (2 Wo.)UK | — |                    |
| 2004 | Irish Blood, English Heart You Are the Quarry                             | DE65 (1 Wo.)DE | UK3 (9 Wo.)UK | — |                    |
| 2004 | First of the Gang to Die You Are the Quarry                               | DE83 (1 Wo.)DE | UK6 Silber · (8 Wo.)UK | — |                    |
| 2004 | Let Me Kiss You You Are the Quarry                                        | — | UK8 (3 Wo.)UK | — |                    |
| 2004 | I Have Forgiven Jesus You Are the Quarry                                  | — | UK10 (5 Wo.)UK | — |                    |
| 2005 | Redondo Beach / There Is a Light That Never Goes Out Live at Earl’s Court | — | UK11 (4 Wo.)UK | — | Doppel-A-Seite     |
| 2006 | You Have Killed Me Ringleader of the Tormentors                           | DE65 (2 Wo.)DE | UK3 (4 Wo.)UK | — |                    |
| 2006 | The Youngest Was the Most Loved Ringleader of the Tormentors              | — | UK14 (3 Wo.)UK | — |                    |
| 2006 | In the Future When All’s Well Ringleader of the Tormentors                | — | UK17 (2 Wo.)UK | — |                    |
| 2006 | I Just Want to See the Boy Happy Ringleader of the Tormentors             | — | UK16 (2 Wo.)UK | — |                    |
| 2008 | That’s How People Grow Up Greatest Hits                                   | DE65 (3 Wo.)DE | UK14 (3 Wo.)UK | — |                    |
| 2008 | All You Need Is Me Greatest Hits                                          | — | UK24 (1 Wo.)UK | — |                    |
| 2009 | I’m Throwing My Arms Around Paris Years of Refusal                        | — | UK21 (2 Wo.)UK | — |                    |
| 2009 | Something Is Squeezing My Skull Years of Refusal                          | — | UK46 (1 Wo.)UK | — |                    |
| 2011 | Glamorous Glue Very Best Of                                               | — | UK69 (1 Wo.)UK | — |                    |
| 2014 | World Peace Is None of Your Business                                      | — | UK83 (1 Wo.)UK | — |                    |
| 2017 | Spent the Day in Bed Low in High School                                   | — | UK69 (1 Wo.)UK | — |                    |

Weitere Singles
- 1992: Glamorous Glue (Your Arsenal)
- 1992: Tomorrow (Your Arsenal)
- 1994: Now My Heart Is Full (Vauxhall and I)
- 2013: Satellite of Love (live)
- 2017: Jacky’s Only Happy When She’s Up on the Stage (Low in High School)
- 2018: My Love, I’d Do Anything for You (Low in High School)
- 2018: All the Young People Must Fall in Love (Low in High School)
- 2018: Back on the Chain Gang (Low in High School Deluxe Edition)
- 2019: Lover-to-Be (Low in High School Deluxe Edition)
- 2019: Wedding Bell Blues (California Sun)
- 2019: It’s over (California Sun)
- 2020: Bobby, Don’t You Think They Know? (I Am Not a Dog on a Chain) – Duett mit der Sängerin Thelma Houston

### Videoalben
- 1990: Hulmerist, Musikvideos aus den Jahren 1988–90 (US: Gold)
- 1992: The Smiths. The Complete Picture, Auswahl von Musikvideos aus der Zeit mit den Smiths
- 1992: The Malady Lingers On, Musikvideos aus den Jahren 1991–92
- 1992: Live in Dallas, Morrissey-Livekonzert aus dem Jahr 1991
- 1995: Introducing Morrissey, Livekonzert aus dem Jahr 1995
- 2000: Oye Esteban Musikvideos aus den Jahren 1988–95
- 2002: The Importance of Being Morrissey, TV-Dokumentation
- 2004: Who Put the 'M' in Manchester, Morrissey-Livekonzert aus dem Jahr 2004 (UK: Gold)
- 2008: Live at the Hollywood Bowl, Morrissey-Livekonzert aus dem Jahr 2007 (wird auf Wunsch Morrisseys nicht mehr angeboten)
- 2012: Live in Glastonbury, Livekonzert von 2011. (als DVD nur in Südamerika erschienen)
- 2013: 25Live, Livekonzert von der Hollywood High School in Los Angeles vom 2. März 2013.[29]

## Auszeichnungen für Musikverkäufe
| Platin-Schallplatte - Dänemark - 2013: für das Album Ringleader of the Tormentors - Irland - 2006: für das Album Ringleader of the Tormentors |

Anmerkung: Auszeichnungen in Ländern aus den Charttabellen bzw. Chartboxen sind in ebendiesen zu finden.
| Land/RegionAuszeichnungen für Musikverkäufe (Land/Region, Auszeichnungen, Verkäufe, Quellen) | Silber     | Gold     | Platin     | Verkäufe  | Quellen        |
| -------------------------------------------------------------------------------------------- | ---------- | -------- | ---------- | --------- | -------------- |
| Dänemark (IFPI)                                                                              | —          | —        | Platin1    | 20.000    | ifpi.dk        |
| Irland (IRMA)                                                                                | —          | —        | Platin1    | 15.000    | irishcharts.ie |
| Vereinigte Staaten (RIAA)                                                                    | —          | 3× Gold3 | —          | 1.050.000 | riaa.com       |
| Vereinigtes Königreich (BPI)                                                                 | 6× Silber6 | 6× Gold6 | Platin1    | 1.465.000 | bpi.co.uk      |
| Insgesamt                                                                                    | 6× Silber6 | 9× Gold9 | 3× Platin3 |           |                |

## Auszeichnungen
- 1998: Ivor Novello Award für seinen Hervorragenden Beitrag zur britischen Musik[30][31]
- 2015: Bad Sex in Fiction Award für seinen Debütroman List of the Lost
- Der Rolling Stone listete Morrissey auf Rang 92 der 100 größten Sänger sowie gemeinsam mit Johnny Marr auf Rang 67 der 100 größten Songwriter aller Zeiten.[32][33]

## Werke
- The New York Dolls (Memento vom 25. Februar 2006 im Internet Archive). Babylon Books, 1981/1995, ISBN 0-907188-50-8.
- James Dean Is Not Dead (Memento vom 20. Februar 2008 im Internet Archive). Babylon Books, 1983, ISBN 0-907188-06-0.
- List of the Lost. Penguin Books, London 2015, ISBN 978-0-14-198296-0.